# 王秉正
王秉正（1919年—2007年），女，陕西高陵人，中国妇产科专家，曾任西安医科大学教授，第三届全国人大代表，第五、六、七届全国政协委员。